# Marco Wiersch

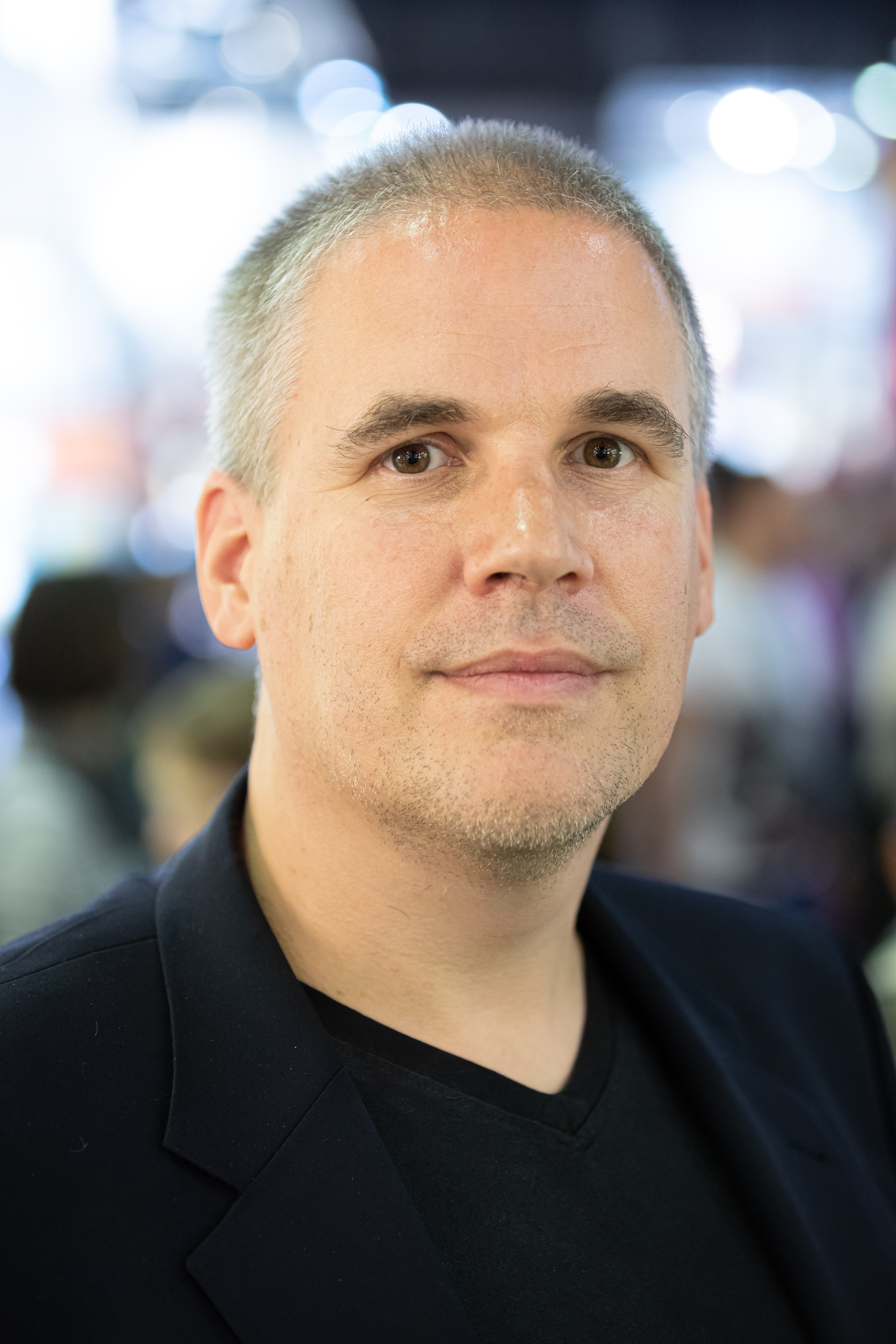
Marco Wiersch auf der Frankfurter Buchmesse 2019

Marco Wiersch (* 1971 in Dinslaken) ist ein deutscher Autor, der vor allem für Film und Fernsehen schreibt, daneben aber auch Regie führt, sowie Theaterstücke und Comics verfasst. Bekannt wurde er vor allem für den Zweiteiler Der Fall Barschel sowie Filme der Reihen Bloch und Tatort.

## Werdegang
Nach abgeschlossenem Psychologie-Studium absolvierte Marco Wiersch an der Universität Hamburg das Aufbaustudium Film. Sein erster Kurzfilm Quak gewann einen Deutschen Filmhochschulpreis. Neben Folgen der Serien Sesamstraße und Die Rettungsflieger schrieb er zunächst sechs Filme der Reihe Bloch. Außerdem drehte er mit Kleine Liebe seinen ersten Kurzfilm als Regisseur, der beim Internationalen Filmfestival Indien Premiere feierte. Als Autor folgten der Fernsehfilm Sein gutes Recht, der Zweiteiler Der Fall Barschel (mit Kilian Riedhof; ausgezeichnet u. a. mit dem Bernd Burgemeister Fernsehpreis 2016) und drei Filme der Reihe Tatort (Rebecca, Zeit der Frösche und Borowski und das Haus der Geister). 2018 erschien im Carlsen-Verlag seine Graphic Novel Freistaat Flaschenhals mit Zeichnungen von Bernd Kissel.
2022 verfasste er, zusammen mit Astrid Ströher, die Drehbücher für die ZDF-Serie 'Liberame – Nach dem Sturm', die u. a. bei den New York Film & TV Awards eine Auszeichnung in Gold erhielt.

## Filmografie (Auswahl)
- 2005: Bloch: Der Freund meiner Tochter
- 2006: Bloch: Der Mann im Smoking
- 2007: Bloch: Der Kinderfreund
- 2009: Bloch: Bauchgefühl
- 2009: Bloch: Tod eines Freundes
- 2011: Bloch: Der Heiland
- 2014: Sein gutes Recht
- 2015: Der Fall Barschel
- 2016: Tatort: Rebecca
- 2018: Tatort: Zeit der Frösche
- 2018: Tatort: Borowski und das Haus der Geister
- 2022: Liberame – Nach dem Sturm